# Tavík František Šimon
Tavík František Šimon (1877-1942) est un peintre, graveur et enseignant tchécoslovaque qui signait ses travaux « T. F. Šimon ».

## Biographie
František Simon est né à Železnice (à l'époque Eisenstadtl) près de Jičín, en Bohême, province de l'Autriche-Hongrie. Plus tard, il ajoute à son nom « Tavík », qui est le patronyme de sa mère. Entré comme étudiant à l'Académie des beaux-arts de Prague, il bénéficie d'une bourse qui lui permet de voyager en Italie, Belgique, Angleterre et France.
Entre 1904 et 1914, il séjourne principalement à Paris. Cependant, sa première exposition personnelle se tient à Prague en 1905. L'année suivante, il expose ses œuvres dans la capitale française parfois sous les noms de « Frantisek Simon », « François Simon » ou « T. François Simon ». Son atelier parisien se situe au 83 boulevard du Montparnasse et son éditeur et marchand de gravures est Edmond Sagot, avec qui il resta en compte jusque dans les années 1930.
En 1917, il est l'un des membres fondateurs de la « Société des peintres-graveurs tchécoslovaques Hollar » (Sdružení českých umělců grafiků Hollar : SČUG Hollar), regroupant des graveurs comme František Bílek, Vratislav Hugo Brunner, František Kysela, entre autres, et qui ouvrit une galerie dans la capitale tchèque. Plus tard, Šimon devient le président de SČUG Hollar. Entre 1928 et 1938, il est professeur aux Beaux-arts de Prague. The Print Connoisseur, revue newyorkaise, publie certaines de ses gravures (1930).
Au cours de sa vie, il voyage beaucoup à travers le monde et exécute de nombreuses études (dessins, aquarelles, gouaches) représentant des vues de New York ou de Londres, des paysages des Pays-Bas, d'Espagne, du Maroc, de Ceylan, d'Inde et du Japon.
Marié à Vilma Kracikova (1882 - 1959), il est le beau-père de l'artiste Cyril Bouda qui épousa leur fille Eva.

## Analyse de son travail
Son style est au départ influencé par les peintres appartenant au courant de l'impressionnisme, et, vraisemblablement à travers eux, Šimon expérimente les techniques japonaises de gravure qu'il va peu à peu maîtriser. Convoquant l'aquatinte, la manière noire et la taille-douce, il produit un grand nombre de gravures dont des nus féminins dans des demi-teintes prononcées.
Son œuvre fut en grande partie oublié dans son pays après 1945. Depuis la fin de la période communiste, il connaît un regain d'intérêt. Il est conservé à la Galerie nationale de Prague. En France, le Musée départemental breton de Quimper conserve plusieurs de ses estampes ainsi qu'un carnet de dessins.

Quelques peintures de Tavík František Šimon
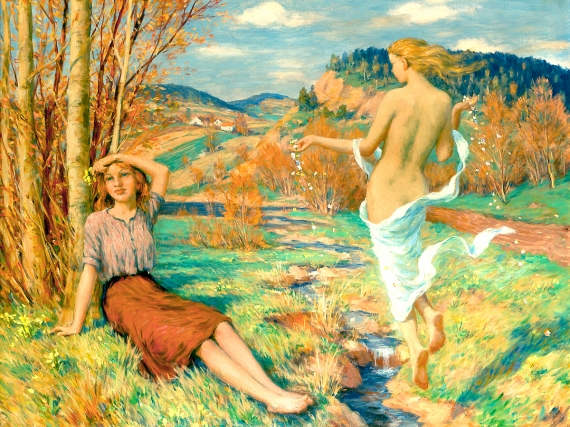
Vitani Jara
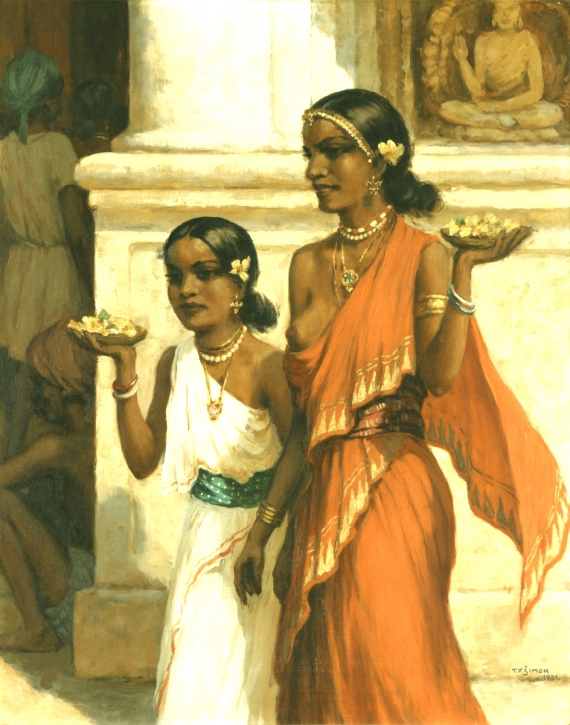
Indické dívky, Ceylon
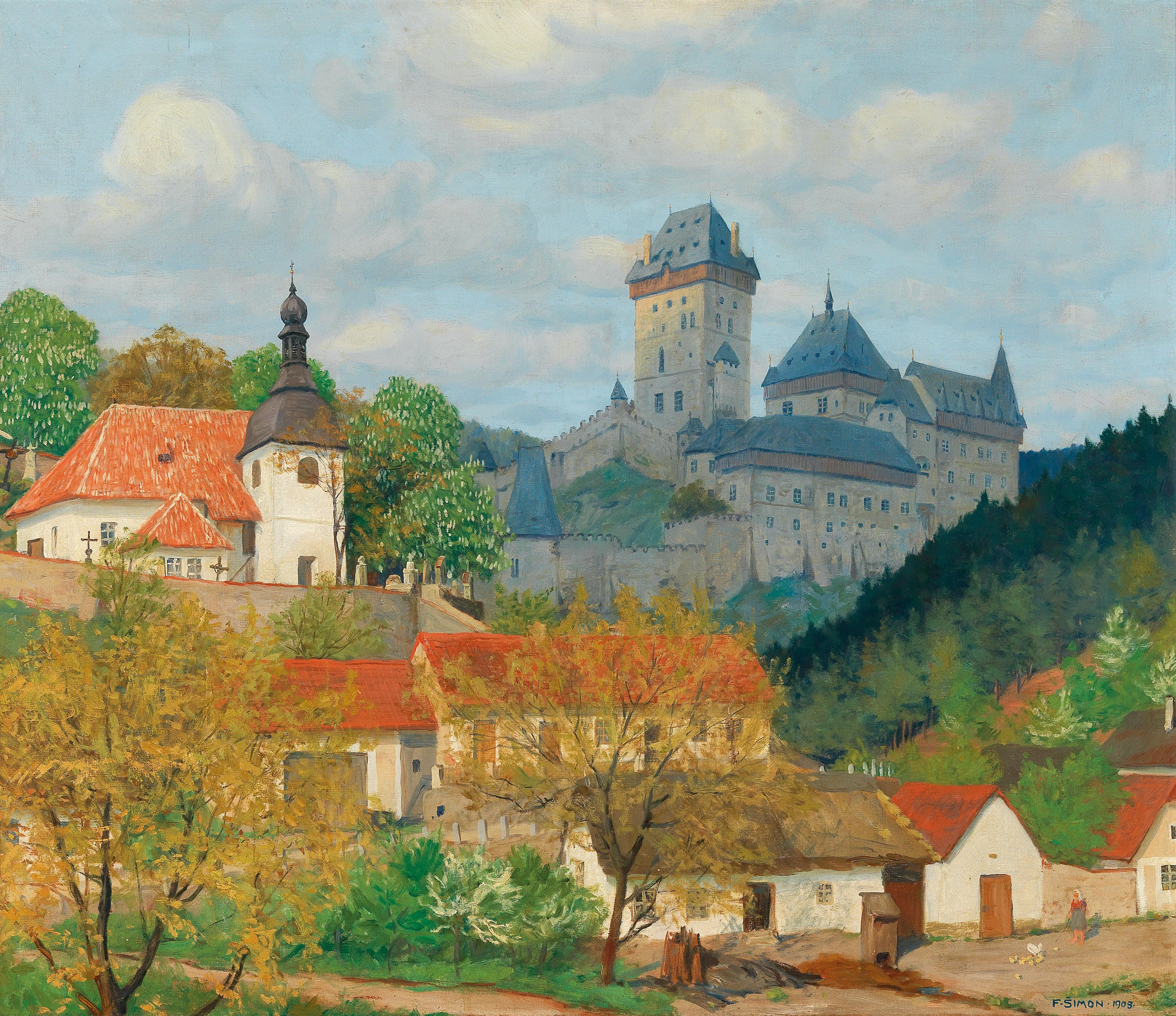
View of Karlštejn Castle near Prague, huile sur toile,1903

Choix de gravures de Tavík František Šimon
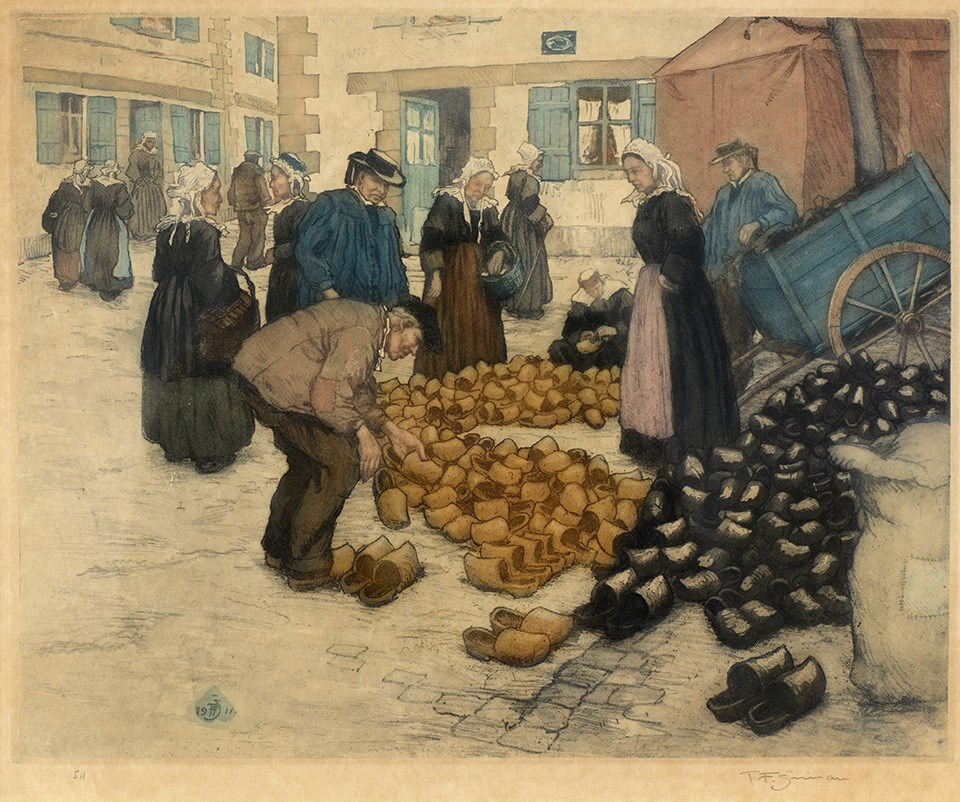
Marché aux sabots, aquatinte (1911), Musée départemental breton
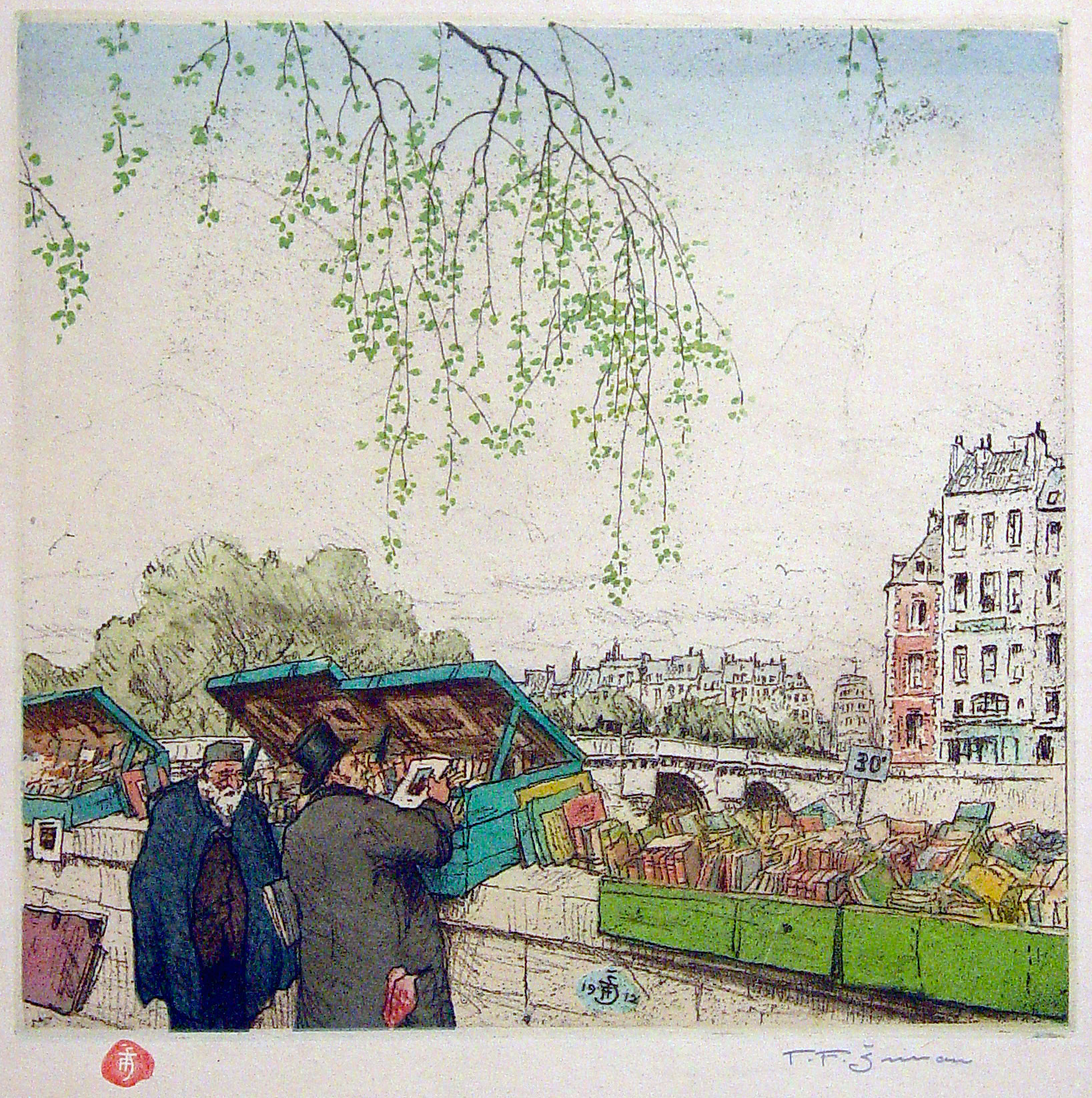
Printemps. Bouquinistes (vernis mou et aquatinte, 1912)
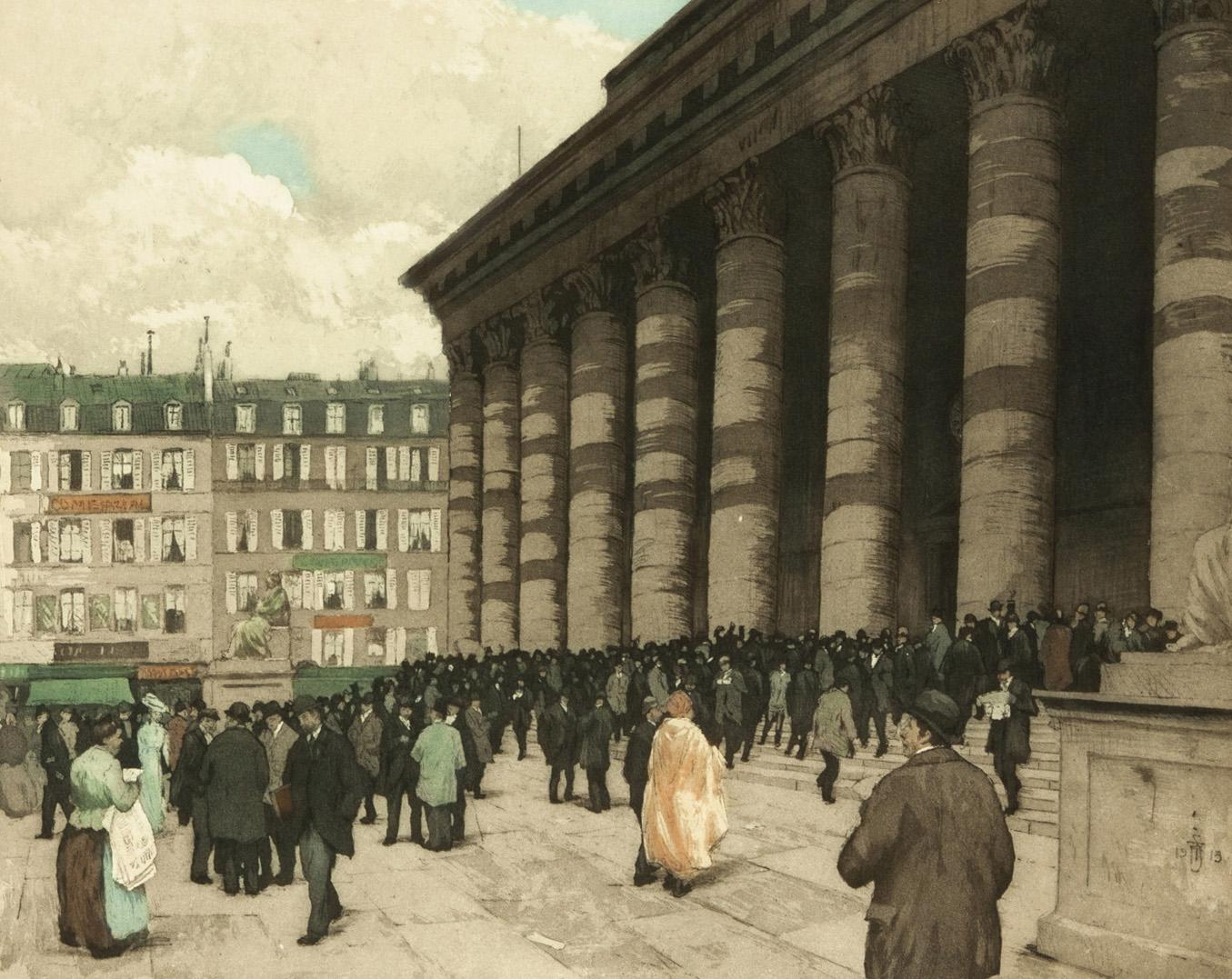
La Bourse de Paris (aquatinte, 1913)
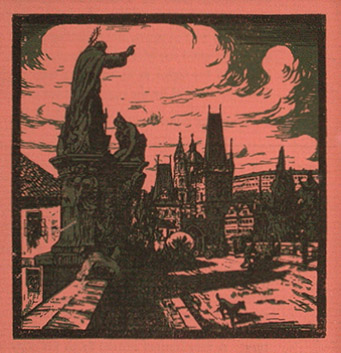
Vue du vieux Prague (gravure sur bois, 1930)

## Écrits
- Listy z cesty kolem světa (Lettres d'un voyage autour du monde), journal de voyage illustré, Prague, Nakl. J. Otto, 1928.